# 1322
Portal Geschichte | Portal Biografien | Aktuelle Ereignisse | Jahreskalender | Tagesartikel

◄ |
13. Jahrhundert |
14. Jahrhundert
| 15. Jahrhundert | ►

◄ |
1290er |
1300er |
1310er |
1320er
| 1330er | 1340er | 1350er | ►

◄◄ |
◄ |
1318 |
1319 |
1320 |
1321 |
1322
| 1323 | 1324 | 1325 | 1326 | ► | ►►
Staatsoberhäupter  · Nekrolog
| Januar | Januar | Januar | Januar | Januar | Januar | Januar | Januar |
| Kw     | Mo     | Di     | Mi     | Do     | Fr     | Sa     | So     |
| ------ | ------ | ------ | ------ | ------ | ------ | ------ | ------ |
| 53     |        |        |        |        | 1      | 2      | 3      |
| 1      | 4      | 5      | 6      | 7      | 8      | 9      | 10     |
| 2      | 11     | 12     | 13     | 14     | 15     | 16     | 17     |
| 3      | 18     | 19     | 20     | 21     | 22     | 23     | 24     |
| 4      | 25     | 26     | 27     | 28     | 29     | 30     | 31     |

| Februar | Februar | Februar | Februar | Februar | Februar | Februar | Februar |
| Kw      | Mo      | Di      | Mi      | Do      | Fr      | Sa      | So      |
| ------- | ------- | ------- | ------- | ------- | ------- | ------- | ------- |
| 5       | 1       | 2       | 3       | 4       | 5       | 6       | 7       |
| 6       | 8       | 9       | 10      | 11      | 12      | 13      | 14      |
| 7       | 15      | 16      | 17      | 18      | 19      | 20      | 21      |
| 8       | 22      | 23      | 24      | 25      | 26      | 27      | 28      |

| März | März | März | März | März | März | März | März |
| Kw   | Mo   | Di   | Mi   | Do   | Fr   | Sa   | So   |
| ---- | ---- | ---- | ---- | ---- | ---- | ---- | ---- |
| 9    | 1    | 2    | 3    | 4    | 5    | 6    | 7    |
| 10   | 8    | 9    | 10   | 11   | 12   | 13   | 14   |
| 11   | 15   | 16   | 17   | 18   | 19   | 20   | 21   |
| 12   | 22   | 23   | 24   | 25   | 26   | 27   | 28   |
| 13   | 29   | 30   | 31   |      |      |      |      |

| April | April | April | April | April | April | April | April |
| Kw    | Mo    | Di    | Mi    | Do    | Fr    | Sa    | So    |
| ----- | ----- | ----- | ----- | ----- | ----- | ----- | ----- |
| 13    |       |       |       | 1     | 2     | 3     | 4     |
| 14    | 5     | 6     | 7     | 8     | 9     | 10    | 11    |
| 15    | 12    | 13    | 14    | 15    | 16    | 17    | 18    |
| 16    | 19    | 20    | 21    | 22    | 23    | 24    | 25    |
| 17    | 26    | 27    | 28    | 29    | 30    |       |       |

| Mai | Mai | Mai | Mai | Mai | Mai | Mai | Mai |
| Kw  | Mo  | Di  | Mi  | Do  | Fr  | Sa  | So  |
| --- | --- | --- | --- | --- | --- | --- | --- |
| 17  |     |     |     |     |     | 1   | 2   |
| 18  | 3   | 4   | 5   | 6   | 7   | 8   | 9   |
| 19  | 10  | 11  | 12  | 13  | 14  | 15  | 16  |
| 20  | 17  | 18  | 19  | 20  | 21  | 22  | 23  |
| 21  | 24  | 25  | 26  | 27  | 28  | 29  | 30  |
| 22  | 31  |     |     |     |     |     |     |

| Juni | Juni | Juni | Juni | Juni | Juni | Juni | Juni |
| Kw   | Mo   | Di   | Mi   | Do   | Fr   | Sa   | So   |
| ---- | ---- | ---- | ---- | ---- | ---- | ---- | ---- |
| 22   |      | 1    | 2    | 3    | 4    | 5    | 6    |
| 23   | 7    | 8    | 9    | 10   | 11   | 12   | 13   |
| 24   | 14   | 15   | 16   | 17   | 18   | 19   | 20   |
| 25   | 21   | 22   | 23   | 24   | 25   | 26   | 27   |
| 26   | 28   | 29   | 30   |      |      |      |      |

| Juli | Juli | Juli | Juli | Juli | Juli | Juli | Juli |
| Kw   | Mo   | Di   | Mi   | Do   | Fr   | Sa   | So   |
| ---- | ---- | ---- | ---- | ---- | ---- | ---- | ---- |
| 26   |      |      |      | 1    | 2    | 3    | 4    |
| 27   | 5    | 6    | 7    | 8    | 9    | 10   | 11   |
| 28   | 12   | 13   | 14   | 15   | 16   | 17   | 18   |
| 29   | 19   | 20   | 21   | 22   | 23   | 24   | 25   |
| 30   | 26   | 27   | 28   | 29   | 30   | 31   |      |

| August | August | August | August | August | August | August | August |
| Kw     | Mo     | Di     | Mi     | Do     | Fr     | Sa     | So     |
| ------ | ------ | ------ | ------ | ------ | ------ | ------ | ------ |
| 30     |        |        |        |        |        |        | 1      |
| 31     | 2      | 3      | 4      | 5      | 6      | 7      | 8      |
| 32     | 9      | 10     | 11     | 12     | 13     | 14     | 15     |
| 33     | 16     | 17     | 18     | 19     | 20     | 21     | 22     |
| 34     | 23     | 24     | 25     | 26     | 27     | 28     | 29     |
| 35     | 30     | 31     |        |        |        |        |        |

| September | September | September | September | September | September | September | September |
| Kw        | Mo        | Di        | Mi        | Do        | Fr        | Sa        | So        |
| --------- | --------- | --------- | --------- | --------- | --------- | --------- | --------- |
| 35        |           |           | 1         | 2         | 3         | 4         | 5         |
| 36        | 6         | 7         | 8         | 9         | 10        | 11        | 12        |
| 37        | 13        | 14        | 15        | 16        | 17        | 18        | 19        |
| 38        | 20        | 21        | 22        | 23        | 24        | 25        | 26        |
| 39        | 27        | 28        | 29        | 30        |           |           |           |

| Oktober | Oktober | Oktober | Oktober | Oktober | Oktober | Oktober | Oktober |
| Kw      | Mo      | Di      | Mi      | Do      | Fr      | Sa      | So      |
| ------- | ------- | ------- | ------- | ------- | ------- | ------- | ------- |
| 39      |         |         |         |         | 1       | 2       | 3       |
| 40      | 4       | 5       | 6       | 7       | 8       | 9       | 10      |
| 41      | 11      | 12      | 13      | 14      | 15      | 16      | 17      |
| 42      | 18      | 19      | 20      | 21      | 22      | 23      | 24      |
| 43      | 25      | 26      | 27      | 28      | 29      | 30      | 31      |

| November | November | November | November | November | November | November | November |
| Kw       | Mo       | Di       | Mi       | Do       | Fr       | Sa       | So       |
| -------- | -------- | -------- | -------- | -------- | -------- | -------- | -------- |
| 44       | 1        | 2        | 3        | 4        | 5        | 6        | 7        |
| 45       | 8        | 9        | 10       | 11       | 12       | 13       | 14       |
| 46       | 15       | 16       | 17       | 18       | 19       | 20       | 21       |
| 47       | 22       | 23       | 24       | 25       | 26       | 27       | 28       |
| 48       | 29       | 30       |          |          |          |          |          |

| Dezember | Dezember | Dezember | Dezember | Dezember | Dezember | Dezember | Dezember |
| Kw       | Mo       | Di       | Mi       | Do       | Fr       | Sa       | So       |
| -------- | -------- | -------- | -------- | -------- | -------- | -------- | -------- |
| 48       |          |          | 1        | 2        | 3        | 4        | 5        |
| 49       | 6        | 7        | 8        | 9        | 10       | 11       | 12       |
| 50       | 13       | 14       | 15       | 16       | 17       | 18       | 19       |
| 51       | 20       | 21       | 22       | 23       | 24       | 25       | 26       |
| 52       | 27       | 28       | 29       | 30       | 31       |          |          |

| Januar | Januar | Januar | Januar | Januar | Januar | Januar | Januar |
| Kw     | Mo     | Di     | Mi     | Do     | Fr     | Sa     | So     |
| ------ | ------ | ------ | ------ | ------ | ------ | ------ | ------ |
| 53     |        |        |        |        | 1      | 2      | 3      |
| 1      | 4      | 5      | 6      | 7      | 8      | 9      | 10     |
| 2      | 11     | 12     | 13     | 14     | 15     | 16     | 17     |
| 3      | 18     | 19     | 20     | 21     | 22     | 23     | 24     |
| 4      | 25     | 26     | 27     | 28     | 29     | 30     | 31     |

| Februar | Februar | Februar | Februar | Februar | Februar | Februar | Februar |
| Kw      | Mo      | Di      | Mi      | Do      | Fr      | Sa      | So      |
| ------- | ------- | ------- | ------- | ------- | ------- | ------- | ------- |
| 5       | 1       | 2       | 3       | 4       | 5       | 6       | 7       |
| 6       | 8       | 9       | 10      | 11      | 12      | 13      | 14      |
| 7       | 15      | 16      | 17      | 18      | 19      | 20      | 21      |
| 8       | 22      | 23      | 24      | 25      | 26      | 27      | 28      |

| März | März | März | März | März | März | März | März |
| Kw   | Mo   | Di   | Mi   | Do   | Fr   | Sa   | So   |
| ---- | ---- | ---- | ---- | ---- | ---- | ---- | ---- |
| 9    | 1    | 2    | 3    | 4    | 5    | 6    | 7    |
| 10   | 8    | 9    | 10   | 11   | 12   | 13   | 14   |
| 11   | 15   | 16   | 17   | 18   | 19   | 20   | 21   |
| 12   | 22   | 23   | 24   | 25   | 26   | 27   | 28   |
| 13   | 29   | 30   | 31   |      |      |      |      |

| April | April | April | April | April | April | April | April |
| Kw    | Mo    | Di    | Mi    | Do    | Fr    | Sa    | So    |
| ----- | ----- | ----- | ----- | ----- | ----- | ----- | ----- |
| 13    |       |       |       | 1     | 2     | 3     | 4     |
| 14    | 5     | 6     | 7     | 8     | 9     | 10    | 11    |
| 15    | 12    | 13    | 14    | 15    | 16    | 17    | 18    |
| 16    | 19    | 20    | 21    | 22    | 23    | 24    | 25    |
| 17    | 26    | 27    | 28    | 29    | 30    |       |       |

| Mai | Mai | Mai | Mai | Mai | Mai | Mai | Mai |
| Kw  | Mo  | Di  | Mi  | Do  | Fr  | Sa  | So  |
| --- | --- | --- | --- | --- | --- | --- | --- |
| 17  |     |     |     |     |     | 1   | 2   |
| 18  | 3   | 4   | 5   | 6   | 7   | 8   | 9   |
| 19  | 10  | 11  | 12  | 13  | 14  | 15  | 16  |
| 20  | 17  | 18  | 19  | 20  | 21  | 22  | 23  |
| 21  | 24  | 25  | 26  | 27  | 28  | 29  | 30  |
| 22  | 31  |     |     |     |     |     |     |

| Juni | Juni | Juni | Juni | Juni | Juni | Juni | Juni |
| Kw   | Mo   | Di   | Mi   | Do   | Fr   | Sa   | So   |
| ---- | ---- | ---- | ---- | ---- | ---- | ---- | ---- |
| 22   |      | 1    | 2    | 3    | 4    | 5    | 6    |
| 23   | 7    | 8    | 9    | 10   | 11   | 12   | 13   |
| 24   | 14   | 15   | 16   | 17   | 18   | 19   | 20   |
| 25   | 21   | 22   | 23   | 24   | 25   | 26   | 27   |
| 26   | 28   | 29   | 30   |      |      |      |      |

| Juli | Juli | Juli | Juli | Juli | Juli | Juli | Juli |
| Kw   | Mo   | Di   | Mi   | Do   | Fr   | Sa   | So   |
| ---- | ---- | ---- | ---- | ---- | ---- | ---- | ---- |
| 26   |      |      |      | 1    | 2    | 3    | 4    |
| 27   | 5    | 6    | 7    | 8    | 9    | 10   | 11   |
| 28   | 12   | 13   | 14   | 15   | 16   | 17   | 18   |
| 29   | 19   | 20   | 21   | 22   | 23   | 24   | 25   |
| 30   | 26   | 27   | 28   | 29   | 30   | 31   |      |

| August | August | August | August | August | August | August | August |
| Kw     | Mo     | Di     | Mi     | Do     | Fr     | Sa     | So     |
| ------ | ------ | ------ | ------ | ------ | ------ | ------ | ------ |
| 30     |        |        |        |        |        |        | 1      |
| 31     | 2      | 3      | 4      | 5      | 6      | 7      | 8      |
| 32     | 9      | 10     | 11     | 12     | 13     | 14     | 15     |
| 33     | 16     | 17     | 18     | 19     | 20     | 21     | 22     |
| 34     | 23     | 24     | 25     | 26     | 27     | 28     | 29     |
| 35     | 30     | 31     |        |        |        |        |        |

| September | September | September | September | September | September | September | September |
| Kw        | Mo        | Di        | Mi        | Do        | Fr        | Sa        | So        |
| --------- | --------- | --------- | --------- | --------- | --------- | --------- | --------- |
| 35        |           |           | 1         | 2         | 3         | 4         | 5         |
| 36        | 6         | 7         | 8         | 9         | 10        | 11        | 12        |
| 37        | 13        | 14        | 15        | 16        | 17        | 18        | 19        |
| 38        | 20        | 21        | 22        | 23        | 24        | 25        | 26        |
| 39        | 27        | 28        | 29        | 30        |           |           |           |

| Oktober | Oktober | Oktober | Oktober | Oktober | Oktober | Oktober | Oktober |
| Kw      | Mo      | Di      | Mi      | Do      | Fr      | Sa      | So      |
| ------- | ------- | ------- | ------- | ------- | ------- | ------- | ------- |
| 39      |         |         |         |         | 1       | 2       | 3       |
| 40      | 4       | 5       | 6       | 7       | 8       | 9       | 10      |
| 41      | 11      | 12      | 13      | 14      | 15      | 16      | 17      |
| 42      | 18      | 19      | 20      | 21      | 22      | 23      | 24      |
| 43      | 25      | 26      | 27      | 28      | 29      | 30      | 31      |

| November | November | November | November | November | November | November | November |
| Kw       | Mo       | Di       | Mi       | Do       | Fr       | Sa       | So       |
| -------- | -------- | -------- | -------- | -------- | -------- | -------- | -------- |
| 44       | 1        | 2        | 3        | 4        | 5        | 6        | 7        |
| 45       | 8        | 9        | 10       | 11       | 12       | 13       | 14       |
| 46       | 15       | 16       | 17       | 18       | 19       | 20       | 21       |
| 47       | 22       | 23       | 24       | 25       | 26       | 27       | 28       |
| 48       | 29       | 30       |          |          |          |          |          |

| Dezember | Dezember | Dezember | Dezember | Dezember | Dezember | Dezember | Dezember |
| Kw       | Mo       | Di       | Mi       | Do       | Fr       | Sa       | So       |
| -------- | -------- | -------- | -------- | -------- | -------- | -------- | -------- |
| 48       |          |          | 1        | 2        | 3        | 4        | 5        |
| 49       | 6        | 7        | 8        | 9        | 10       | 11       | 12       |
| 50       | 13       | 14       | 15       | 16       | 17       | 18       | 19       |
| 51       | 20       | 21       | 22       | 23       | 24       | 25       | 26       |
| 52       | 27       | 28       | 29       | 30       | 31       |          |          |

## Ereignisse

### Politik und Weltgeschehen

#### Heiliges Römisches Reich
- Wegen seiner beharrlich ghibellinischen Politik wird Matteo I. Visconti, Herr von Mailand, während eines Streits über die Besetzung des Mailänder Bischofsstuhls mit Papst Johannes XXII. vom päpstlichen Legaten Bertrand du Pouget exkommuniziert. Er dankt daraufhin kurz vor seinem Tod am 24. Juni zugunsten seines Sohnes Galeazzo I. Visconti ab.

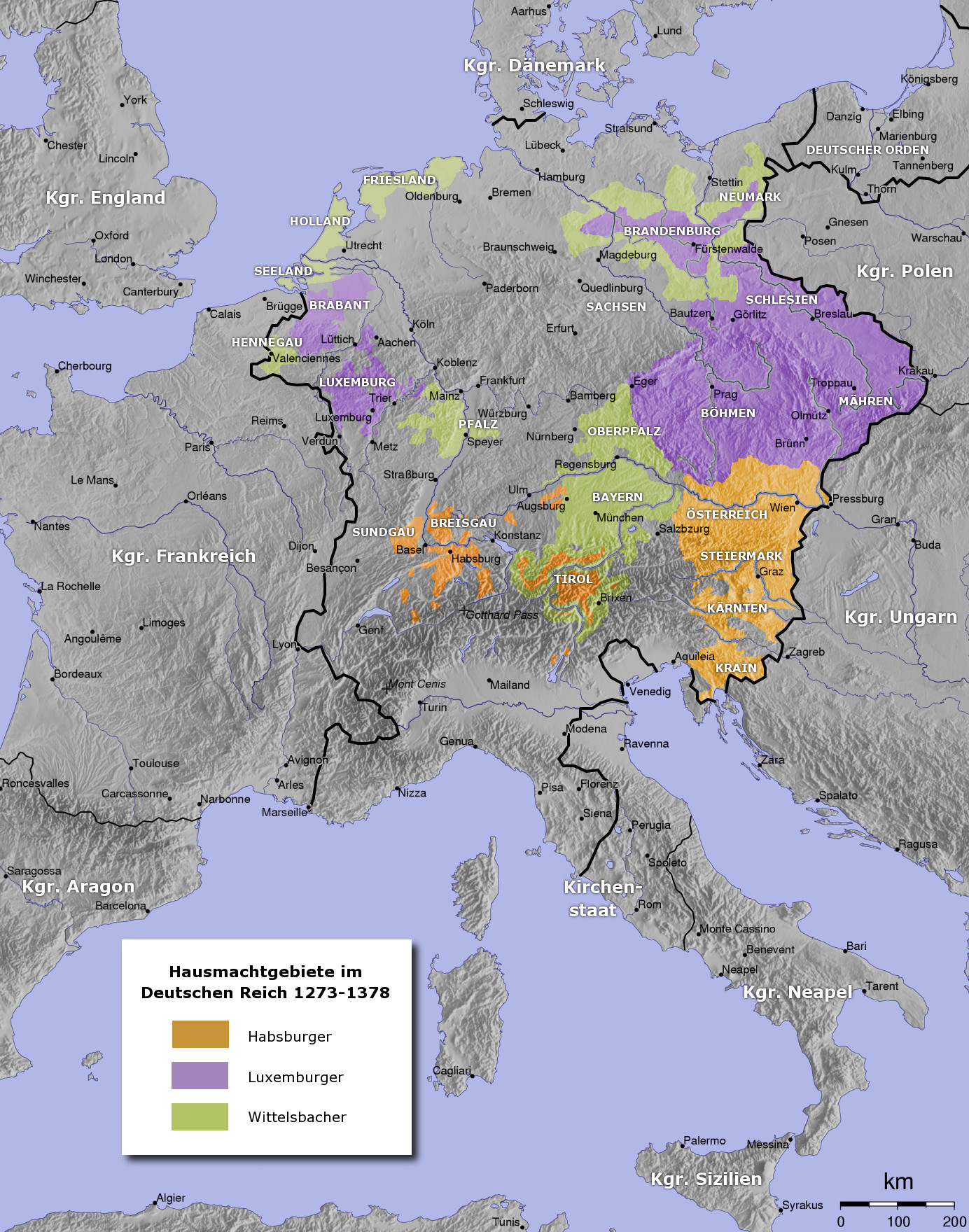
Situation im 13. und 14. Jh.: die dominierenden Hausmächte der Habsburger (orange), Luxemburger (violett) und Wittelsbacher (grün)

- 28. September: In der Schlacht bei Mühldorf, die als letzte Ritterschlacht ohne Feuerwaffen gilt, gelingt es dem Wittelsbacher Ludwig dem Bayern, den Habsburger Friedrich den Schönen gefangen zu nehmen. Die seit 1314 anhaltenden Streitigkeiten um die Nachfolge des verstorbenen Heinrich VII. aus dem Haus Luxemburg im Amt des römisch-deutschen Königs finden hier ihr militärisches Ende. Trotz seines Sieges wird Ludwig jedoch zunächst nicht allgemein als König anerkannt. Dennoch übernimmt er die Regierungsgewalt und kann auch die Herausgabe der Reichskleinodien durch die Österreicher erwirken. Da nun aber auch andere Häuser versuchen, in den Konflikt um die Kaiserkandidatur einzugreifen, strebt Ludwig bald einen Vergleich mit Friedrich an.

#### Frankreich
- 21. Februar: In Frankreich wird Karl IV. der Schöne zum König gekrönt. Er folgt seinem am 3. Januar im Alter von 28 Jahren an Dysenterie verstorbenen Bruder Philipp V. nach, der keinen erbberechtigten Sohn hinterlassen hat. Als Karl I. wird er damit auch König von Navarra.
- 19. Mai: Papst Johannes XXII. erklärt die Ehe von Karl IV. mit Blanka von Burgund nach ihrem angeblichen Ehebruch für aufgelöst. Blanka wird daraufhin aus der Haft in Château-Gaillard entlassen und ihr „gestattet“, sich ins Kloster Maubuisson zurückzuziehen.

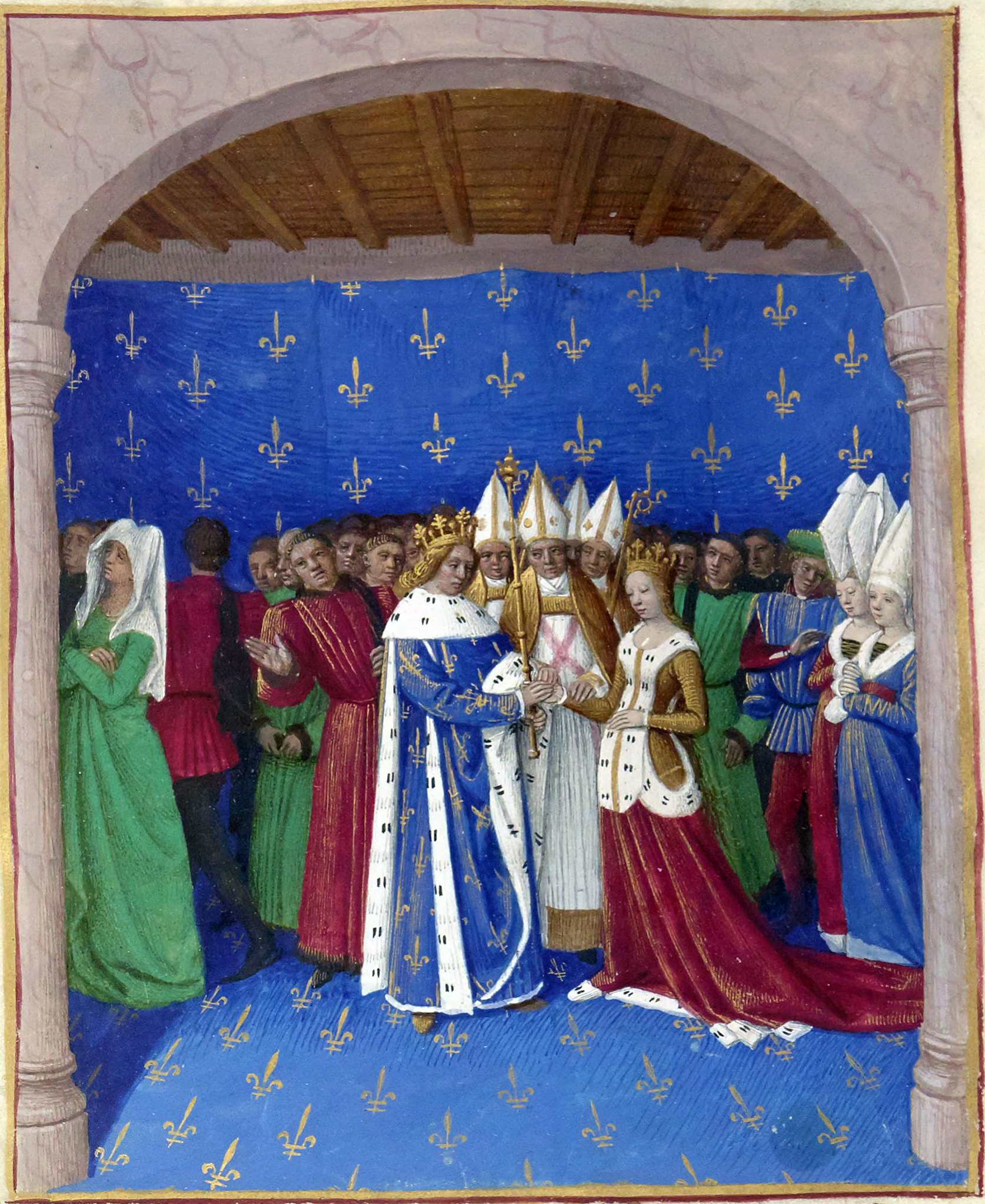
Hochzeit Marias von Luxemburg mit Karl IV. von Frankreich auf einer Miniatur von Jean Fouquet in den Grandes Chroniques de France

- 21. September: Karl IV. heiratet Maria von Luxemburg.

#### Schottland/England
- Am 16. März besiegt eine Armee des englischen Königs Eduard II. die Armee der von Thomas of Lancaster, 2. Earl of Lancaster geführten Rebellen entscheidend in der Schlacht bei Boroughbridge. Lancaster, ein Cousin des Königs und der reichste Magnat Englands, wird gefangen genommen und am 22. März hingerichtet.
- Am 14. Oktober schlägt ein schottisches Heer in der Schlacht bei Byland die Nachhut eines englischen Heeres, das zuvor einen erfolglosen Feldzug nach Schottland geführt hat. Der englische König Eduard II., der sich in der nahen Byland Abbey aufhielt, kann nur knapp einer Gefangennahme entkommen.

#### Asien

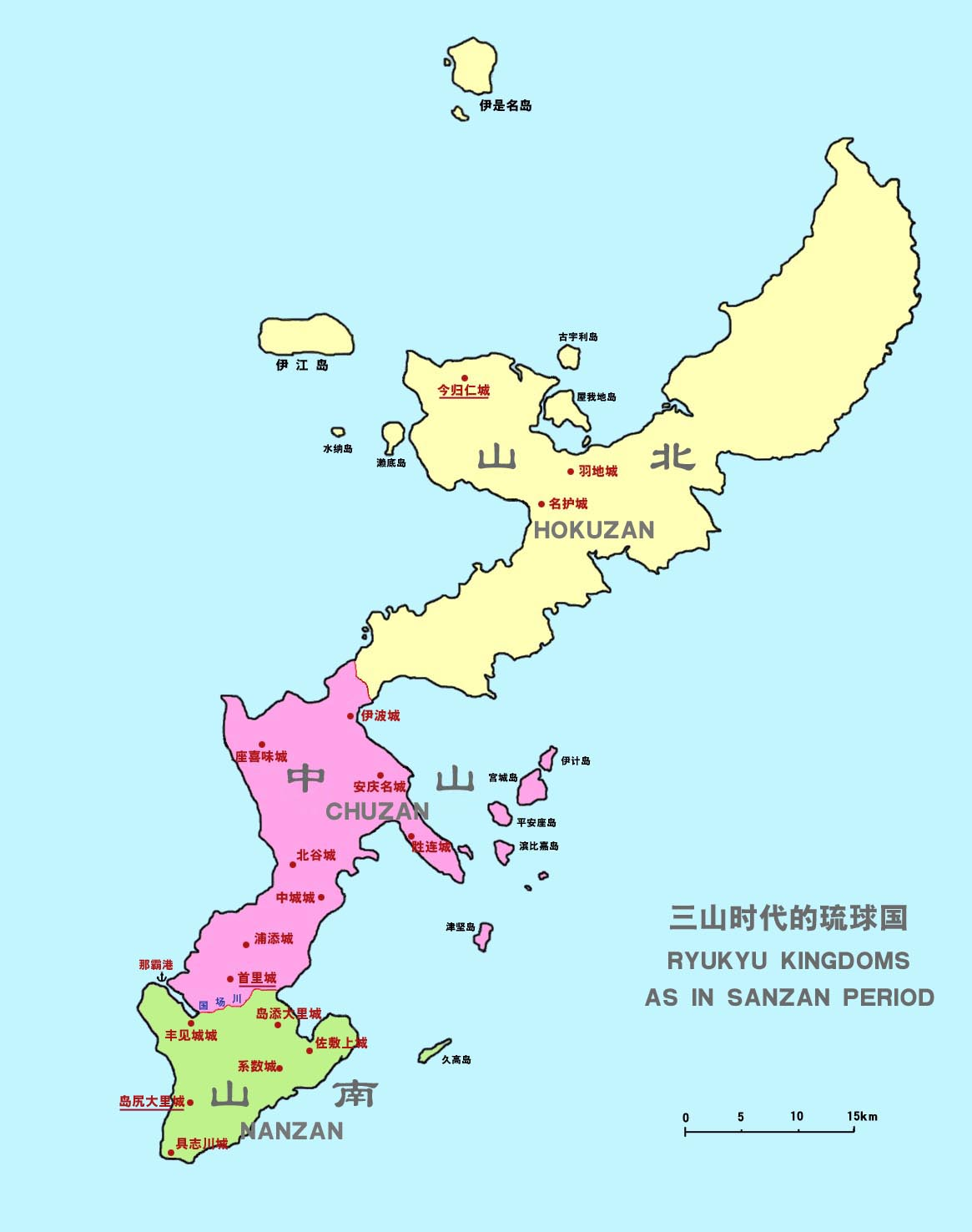
Hokuzan im Norden von Okinawa während der Sanzan-Zeit

- Der in den Norden der Insel Okinawa geflohene Fürst Haniji gründet in Opposition zum 1314 entstandenen Chūzan den Staat Hokuzan, den zweiten von drei Staaten, die die Insel in der Sanzan-Zeit regieren.

#### Stadtrechte und urkundliche Ersterwähnungen
- Graf Johann I. von Saarbrücken-Commercy verleiht Saarbrücken die Stadtrechte.
- Erste urkundliche Erwähnung von Altenhain (Chemnitz), Grünsfeldhausen und Mittelbronn
- Das Haus zum Römer in Frankfurt am Main wird erstmals urkundlich erwähnt.

### Kultur
- In der Bulle Docta sanctorum pactrum verbietet Johannes XXII. die Aufführung des mehrstimmigen Gesangs (Ars nova) in den Kirchen und nimmt damit Stellung gegen die unter anderem von Philippe de Vitry vertretene neue Musikrichtung zugunsten der Verfechter der Ars antiqua unter ihrem Wortführer Jakobus von Lüttich. Die neue Musik findet daraufhin vor allem beim höfischen Adel Anhängerschaft und Unterstützung; in diesem Umfeld entstehen vermehrt weltliche Musikformen.

### Religion
- Das Generalkapitel der Franziskaner in Perugia unter Generalminister Michael von Cesena bekräftigt die traditionelle Haltung in der Armutsfrage.
- Der Franziskaner Ubertino da Casale verteidigt die Spiritualen in der Schrift Tractatus de altissima paupertate.
- um 1322: Der Franziskaner Odoricus von Pordenone erreicht Bombay auf dem Seeweg.

### Katastrophen
- Die Hungersnot von 1315/17 zeigt ihre letzten Nachwirkungen.

## Geboren

### Geburtsdatum gesichert
- 11. Januar: Kōmyō, japanischer Kaiser († 1380)
- 12. Februar: Johann Heinrich, Sohn von Johann von Böhmen und Bruder von Kaiser Karl IV. († 1375)
- 23. Februar: Jan Neplach,  Abt des Benediktinerklosters Opatowitz, Berater von Karl IV. und böhmischer Chronist († 1371)
- 24. Juni: Johanna, Herzogin von Brabant und Limburg († 1406)

### Genaues Geburtsdatum unbekannt
- Oktober: Ralph Dacre, englischer Adeliger und Politiker († 1375)
- Nikolaus von Luxemburg, Patriarch von Aquileia († 1358)
- Gerlach von Nassau, Erzbischof von Mainz († 1371)
- at-Taftāzānī, islamischer Theologe, Logiker, Rechtsgelehrter und Koranexeget († 1390)

## Gestorben

### Todesdatum gesichert
- 3. Januar: Philipp V. „der Lange“, König von Frankreich (* 1293)
- 9. Februar: Philipp III., Herr von Falkenstein (* um 1257)
- 25. Februar: Philipp von Rathsamhausen, Zisterzienser, Magister der Theologie und Fürstbischof von Eichstätt (* um 1242)
- 13./14. März: Roger Damory, englischer Adeliger und Höfling
- 16. März: Humphrey de Bohun, englischer Magnat (* um 1267)
- 22. März: Thomas of Lancaster, englischer Magnat und Rebell (* um 1278)
- 23. März: John Mowbray, englischer Adeliger und Rebell (* 1286)
- 23. März: Roger de Clifford, englischer Magnat und Rebell (* 1300)
- 14. April: Bartholomew de Badlesmere, englischer Adeliger, Militär und Rebell (* um 1275)
- 22. April: Johann II., Herzog von Sachsen-Lauenburg (* um 1275)
- 6. Mai: John Giffard, englischer Adeliger und Rebell (* 1287)
- 24. Juni: Matteo I. Visconti, politischer Führer Mailands (* 1250)
- 7. Juli: Hermann von Maltzan, Bischof von Schwerin
- 22. Juli: Ludwig I., Graf von Nevers (* 1272)
- 11. August: Ulrich von Schlüsselberg, Bischof von Bamberg und Brixen
- 24. August: Beatrix von Schlesien-Schweidnitz, römisch-deutsche Königin (* um 1290)
- 1. September: Robert III., Graf von Flandern (* 1249)
- 3. September: Gottfried III. von Hohenlohe, Bischof von Würzburg
- 7. September: Heinrich I., Fürst von Braunschweig-Grubenhagen (* 1267)
- 11. November: Widekind von Grafschaft, deutscher Adeliger
- 16. November: Nasr, Emir von Granada (* 1287)
- 4. Dezember: Hugo I., Herr von Arlay und von Vitteaux
- 25. Dezember: Friedrich II., Graf von Rietberg

### Genaues Todesdatum unbekannt
- kurz nach 1. Juni: Ferdinand II. de la Cerda, Infant von Kastilien (* 1275)
- vor 27. Oktober: Joan Martin, englische Adelige
- Adalbert von Fohnsdorf, Bischof von Chiemsee
- Gérard de la Guette, französischer Adeliger
- Hugo de Prato Florido, Dominikaner (* um 1262)
- Johannes de Samekowe, Ratsherr der Hansestadt Lübeck
- Konrad III. der Sendlinger, Bischof von Freising
- Lê Văn Hưu, vietnamesischer Gelehrter und Historiker (* 1230)
- Ma Duanlin, chinesischer Geschichtsschreiber und Enzyklopädist (* 1245)
- Nikolaus von Gützkow, Graf von Gützkow
- Romeo Pepoli, Bankier und Politiker aus Bologna (* um 1250)
- Sobbo de Svirte, Herr über Schwerte
- Todor Swetoslaw, Zar von Bulgarien
- Gertrud von Wart, deutsche Adelige
- Zhao Mengfu, chinesischer Maler (* 1254)

### Gestorben um 1322
- Maud de Chaworth, anglonormannische Adelige (* 1282)
- Mary of Woodstock, englische Prinzessin und Nonne (* 1278)